# Beameromyia lunula
Beameromyia lunula là một loài ruồi trong họ Asilidae. Beameromyia lunula được Martin miêu tả năm 1957. Loài này phân bố ở vùng Tân Bắc giới.